# Nuoto ai Giochi della XXX Olimpiade - 1500 metri stile libero maschili
La gara dei 1500 metri stile libero maschili dei Giochi della XXX Olimpiade si è svolta il 3 e il 4 agosto 2012. Hanno partecipato 31 atleti di 25 diverse nazionalità.
La gara è stata vinta dal cinese Sun Yang con il tempo di 14'31"02, nuovo record mondiale.

## Programma
| Data     | Ora (BST/UTC+1) | Turno    |
| -------- | --------------- | -------- |
| 3 agosto | 10:24           | Batterie |
| 4 agosto | 19:36           | Finale   |

## Record
Prima della competizione i record mondiale e olimpico erano i seguenti:
|  | 14'34"14 | Sun Yang Cina           | 31 luglio 2011 Shanghai, Cina |
|  | 14'38"92 | Grant Hackett Australia | 15 agosto 2008 Pechino, Cina  |

Durante la competizione è stato migliorato il seguente record:
| Data     | Evento | Atleta   | Nazione | Tempo    | Record |
| -------- | ------ | -------- | ------- | -------- | ------ |
| 4 agosto | Finale | Sun Yang | Cina    | 14'31"02 |        |

## Risultati

### Batterie
| Pos. | Atleta                     | Nazionalità   | Tempo    | Batt. | Corsia | Note |
| ---- | -------------------------- | ------------- | -------- | ----- | ------ | ---- |
| 1    | Sun Yang                   | Cina          | 14'43"25 | 4     | 4      | Q    |
| 2    | Oussama Mellouli           | Tunisia       | 14'46"23 | 4     | 7      | Q    |
| 3    | Ryan Cochrane              | Canada        | 14'49"31 | 3     | 4      | Q    |
| 4    | Gregorio Paltrinieri       | Italia        | 14'50"11 | 2     | 5      | Q    |
| 5    | Daniel Fogg                | Gran Bretagna | 14'56"12 | 2     | 3      | Q    |
| 6    | Park Tae-hwan              | Corea del Sud | 14'56"89 | 3     | 5      | Q    |
| 7    | Connor Jaeger              | Stati Uniti   | 14'57"56 | 3     | 3      | Q    |
| 8    | Mateusz Sawrymowicz        | Polonia       | 14'57"59 | 2     | 6      | Q    |
| 9    | Andrew Gemmell             | Stati Uniti   | 14'59"05 | 4     | 3      |      |
| 10   | Serhij Frolov              | Ucraina       | 14'59"19 | 4     | 1      |      |
| 11   | Job Kienhuis               | Paesi Bassi   | 15'03"16 | 4     | 6      |      |
| 12   | Gergely Gyurta             | Ungheria      | 15'04"22 | 3     | 7      |      |
| 13   | Gabriele Detti             | Italia        | 15'06"22 | 2     | 2      |      |
| 14   | Damien Joly                | Francia       | 15'08"50 | 3     | 2      |      |
| 15   | Dai Jun                    | Cina          | 15'13"90 | 3     | 1      |      |
| 16   | David Davies               | Gran Bretagna | 15'14"77 | 3     | 6      |      |
| 17   | Pál Joensen                | Danimarca     | 15'18"42 | 4     | 5      |      |
| 18   | Jarrod Poort               | Australia     | 15'20"82 | 4     | 8      |      |
| 19   | Gergő Kis                  | Ungheria      | 15'21"74 | 2     | 4      |      |
| 20   | Anthony Pannier            | Francia       | 15'24"08 | 4     | 2      |      |
| 21   | Heerden Herman             | Sudafrica     | 15'25"71 | 2     | 7      |      |
| 22   | Arturo Perez Vertti Ferrer | Messico       | 15'25"91 | 1     | 4      |      |
| 23   | Alejandro Gómez            | Venezuela     | 15'27"38 | 2     | 8      |      |
| 24   | Jan Micka                  | Rep. Ceca     | 15'29"34 | 1     | 7      |      |
| 25   | Anton Sveinn McKee         | Islanda       | 15'29"40 | 1     | 6      |      |
| 26   | Ediz Yildirimer            | Turchia       | 15'29"97 | 1     | 5      |      |
| 27   | Matias Koski               | Finlandia     | 15'34"80 | 2     | 1      |      |
| 28   | Ventsislav Aydarski        | Bulgaria      | 15'34"86 | 1     | 3      |      |
| 29   | Juan Martin Pereyra        | Argentina     | 15'36"72 | 3     | 8      |      |
| 30   | Uladzimir Zhyharau         | Bielorussia   | 15'48"67 | 1     | 2      |      |
| 31   | Ullalmath Gagan            | India         | 16'31"14 | 1     | 1      |      |

### Finale
| Pos.    | Atleta               | Nazionalità   | Tempo    | Corsia | Note |
| ------- | -------------------- | ------------- | -------- | ------ | ---- |
| Oro     | Sun Yang             | Cina          | 14'31"02 | 4      |      |
| Argento | Ryan Cochrane        | Canada        | 14'39"63 | 3      |      |
| Bronzo  | Oussama Mellouli     | Tunisia       | 14'40"31 | 5      |      |
| 4       | Park Tae-Hwan        | Corea del Sud | 14'50"61 | 7      |      |
| 5       | Gregorio Paltrinieri | Italia        | 14'51"92 | 6      |      |
| 6       | Connor Jaeger        | Stati Uniti   | 14'52"99 | 1      |      |
| 7       | Mateusz Sawrymowicz  | Polonia       | 14'54"32 | 8      |      |
| 8       | Daniel Fogg          | Gran Bretagna | 15'00"76 | 2      |      |